# Marianopoli
Marianopoli (en sicilià Manchi) és un municipi italià, dins de la província de Caltanissetta. L'any 2007 tenia 2.143 habitants. Limita amb els municipis de Caltanissetta, Mussomeli, Petralia Sottana (PA) i Villalba.

## Evolució demogràfica

Ubicació de Marianopoli dins de la província